# Bad Bayersoien
Bad Bayersoien település Németországban, azon belül Bajorországban. Lakosainak száma 1292 fő (2023. december 31.).

## Népesség
A település népessége az elmúlt években az alábbi módon változott:
| Lakosok száma | 598  | 901  | 989  | 1108 | 1113 | 1127 | 1211 | 1188 | 1272 | 1292 |
|               | 1875 | 1950 | 1975 | 2011 | 2013 | 2014 | 2016 | 2018 | 2021 | 2023 |

## Története
Bayersoien egykor az Ettali kolostorhoz tartozott.